# 590-599
De jaren 590-599 (van de christelijke jaartelling) zijn een decennium in de 6e eeuw.

## Belangrijke gebeurtenissen
- 590 : De vernederde generaal Bahram Cobin vermoordt de Sassanidische sjah Hormazd IV en neemt de macht over. De zoon van Hormazd, Khusro II vlucht naar het Byzantijnse Rijk.
- 591 : De Byzantijnse keizer Mauricius helpt Khusro bij het veroveren van zijn troon. Hiermee komt er een einde aan de Byzantijns-Sassanidische oorlog (572-591).
- 597 : Koning Æthelberht van Kent laat zich door Augustinus van Canterbury tot het rooms-katholicisme bekeren, de Gregoriaanse missie.

### Christendom
- 590 : De Ierse monnik Columbanus sticht de Abdij van Luxeuil.

## Heersers

### Europa
- Beieren: Garibald I (ca. 548-591), Tassilo I (ca. 591-610)
- Byzantijnse Rijk: Mauricius (582-602)
  - exarchaat Ravenna: Romanus (589-598) Callinicus (598-603)
- Engeland en Wales
  - Bernicia: Hussa (585-592), Aethelfrith (593-616)
  - Deira: Æthelric (589-604)
  - Essex: Sledda (587-604)
  - Gwynedd: Beli ap Rhun (ca. 580-599)
  - Kent: Eormenric (540-590), Æthelberht (590-616)
  - Mercia: Cynewald (566-584), Creoda (584-593), Pybba (593-606)
  - Wessex: Ceawlin (560-592), Ceol (592-597), Ceolwulf (597-611)
- Franken:
  - Austrasië: Childebert II (575-596), Theodebert II (596-612)
  - Neustrië: Chlotharius II (584-629)
  - Bourgondië: Gontram (561-592), Childebert II (593-596), Theuderik II (596-613)
  - Aquitanië: Sereus (589-592)
- Longobarden: Authari (584-590), Agilulf (591-616)
  - Benevento: Zotto (571-591), Arechis I (591-641)
  - Spoleto: Faroald I (571-592), Ariulf (592-602)
- Visigoten: Reccared I (586-601),

### Azië
- Chalukya (India): Kirtivarman I (566-597), Mangalesa (597-609)
- China (Sui): Sui Wendi (581-604)
- Göktürken (westelijk deel): Tardu (575-602)
- Japan: Sushun (587-592), Suiko (593-628)
- Korea
  - Koguryo: Pyongwon (559-590), Yongyang (590-618)
  - Paekche: Wideok (554-598), Hye (598-599), Beop (599-600)
  - Silla: Jinpyeong (579-632)
- Perzië (Sassaniden): Hormazd IV (579-590), Bahram VI (590-591) Khusro II (590-628)
- Vietnam (Vroegere Ly-dynastie): Ly Nam De II (571-602)

### Religie
- paus: Pelagius II (579-590), Gregorius I (590-604)
- patriarch van Alexandrië (Grieks): Eulogius I (581-607)
- patriarch van Alexandrië (Koptisch): Damianus (569-605)
- patriarch van Antiochië (Grieks): Georgius I (571-594), Anastasius I (593-599), Anastasius II (599-610)
- patriarch van Antiochië (Syrisch): Petrus III van Raqqa (581-591), Julianus I (591-595), Athanasius I Gammolo (595-631)
- patriarch van Constantinopel: Johannes IV Nesteutes (582-595), Cyriacus (596-606)
- patriarch van Jeruzalem: Johannes IV (575-594), Amos (594-601)

<< · 590 · 591 · 592 · 593 · 594 · 595 · 596 · 597 · 598 · 599 · >>
<< · 500-509 · 510-519 · 520-529 · 530-539 · 540-549 · 550-559 · 560-569 · 570-579 · 580-589 · 590-599 · >>